# John Van Alphen
Jan Van Alphen, detto John (Anversa, 17 giugno 1914 – 19 dicembre 1961), è stato un calciatore belga, di ruolo centrocampista.

## Palmarès

### Club

#### Competizioni nazionali
- Campionato belga: 2

Beerschot: 1937-1938, 1938-1939